# Черкаське родовище бентонітових глин
49°18′ пн. ш. 30°33′ сх. д. / 49.300° пн. ш. 30.550° сх. д.
Черка́ське родо́вище — родовище бентонітових глин, розташоване в Лисянському районі Черкаської області.

## Характеристика
Родовище найбільше в Україні і Європі та одне з найбільших у світі; тут знаходиться понад 90 % всіх запасів бентонітів в Україні. Відкрите у 1954 році, детально розвідане в 1958–1960 роках, розробляється з 1974 року відкритим способом. З 2004 року впроваджено принцип селективної вибірки глини, що дозволяє суттєво підвищити якість продукції. Розробкою родовища займається ПАТ «Дашуківські бентоніти». Пропонується надати родовищу статус геологічної пам'ятки регіонального значення.
Загальна площа родовища 643,4 км². Воно складається з декількох ділянок: Дашуківської (основної, тут наразі ведеться активна розробка), Ріпкинської (містяться поклади лужних бентонітів), Босівської.
Родовище відноситься до боярської товщі верхнього міоцену, складається з 5 шарів глин різного мінерального та хімічного складу і промислової значущості. Нині найбільш інтенсивно розробляється другий продуктивний шар, складений з монтморилонітових глин, які мають широке застосування в різних промислових сферах. Глина утворилась внаслідок перемиву кір вивітрювання основних та ультраосновних порід кристалічного фундаменту в напівзакритому водному басейні пізньоміоценового часу. Кар'єр, де видобувається бентоніт, має площу 16 га. Він витягнутий в північно-західному напрямку, має розмір 800×200 м, глибина понад 50 м, має 5 уступів. Геологічні запаси оцінюються у приблизно 10 млрд тонн. Загальна промислова площа становить приблизно 120 км². Балансові запаси родовища станом на 1982 рік становили 104,7 млн тонн, станом на 2010 рік складають 49,4 млн тонн; видобуток станом на 2009 рік — 213,6 тис. тонн[неавторитетне джерело].
Глини залягають на глибині 10-40 м. Потужність продуктивної товщі від 0,5 до 43 м. У кар'єрі розкриваються такі шари:
- голоцен — ґрунтово-рослинний шар (1,3 м);
- широкінський кліматоліт — глина сіро-коричнева, в підошві бура, з прошарками лесоподібного матеріалу (1,3 м);
- крижанівський кліматоліт — глина бурувато-червона, донизу гігроморфна, сірувато-коричнева з нечіткими бурувато-коричневими плямами, в підошві з крупними гніздами кременистих карбонатів (0,8 м);
- березанський кліматоліт — глина сизувато-світло-сіра (2 м);
- верхній міоцен (боярська товща) — глина від світло-сірої до темно-сірої з численними карбонатними стяжіннями, в підошві прошарок вохристо-жовтих глин зі значним вмістом вапнякових конкрецій (3 м); глина світло-зеленувато-сіра, в'язка, пластична, у підошві 1-метровий прошарок світло-коричневої глини (6 м).

Бентонітові глини Черкаського родовища були успішно використані для дезактивації зовнішніх і внутрішніх поверхонь будинків і споруд, які зазнали радіоактивного забруднення в результаті аварії на Чорнобильській АЕС.